# Sophie Taeuber-Arp

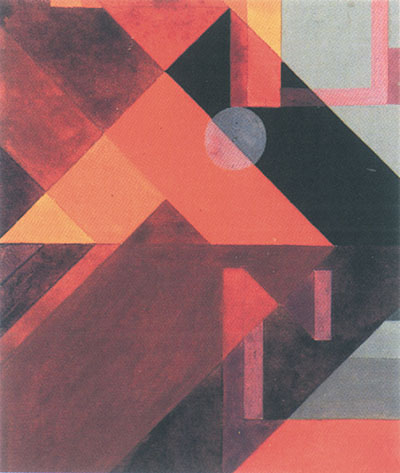
Átlók és kör

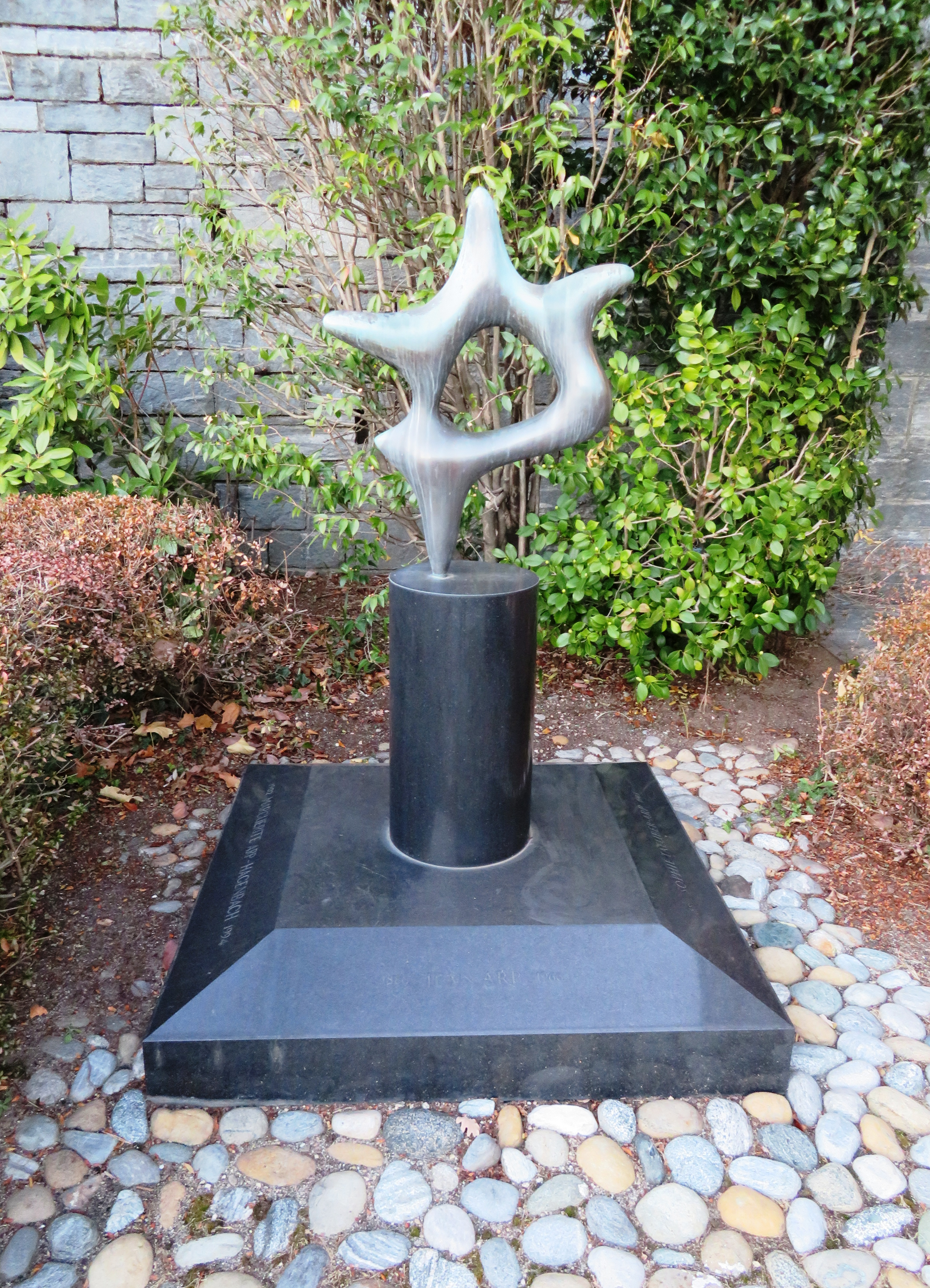
Sírja a locarnói temetőben

Sophie Taeuber-Arp (Davos, 1889. január 19. – Zürich, 1943. január 13.) svájci textilművész, festő, szobrász, belsőépítész és táncművész.

## Életpályája
Német apától és svájci anyától született. Az apa halála után Trogenbe (Appenzell Ausserrhoden kanton) költözött a család, és panziót nyitottak. Sophie tehetsége korán megmutatkozott a kulturálisan nyitott környezetben. 1908-ban Sankt Gallenben kezdte meg iparművészeti tanulmányait, 1910-ben Münchenben folytatta Wilhelm von Debschitznél, az alkalmazott és szabad művészet kísérleti tanműhelyében. Végül Hamburgban kapott iparművészeti képzést. 1914-ben visszatért Zürichbe. 1915-ben tagja lett a Svájci kézműves és iparművészeti szövetségnek (Schweizerischer Werkbund).
A textilszövésen keresztül új kifejezési formákat keresett, és már 1916-ban tárgy nélküli vertikális és horizontális kompozíciókat készített. Ezek a képek a konstruktivista művészet első alkotásainak számítottak Zürichben, és Piet Mondrian valamint Kazimir Malevics képeivel körülbelül azonos időben keletkeztek. Kiállításon ismerte meg Hans Arpot, aki bevezette a dadaisták körébe, Arpnak tetszettek Sophie munkái, és közös együttműködésük nyomán absztrakt kollázsok, plasztikák, textilmunkák születtek. 1916-ban Sophie vette át textil osztály vezetését a zürichi Iparművészeti Iskolában. Művészi kézműipari tevékenysége mellett szabad táncot, (expresszionista tánc) tanult Zürichben Lábán Rudolfnál és Mary Wigmannál három éven keresztül. Később saját tánckoreográfiákat is írt. Rendszeresen fellépett a Cabaret Voltaire-ben és a Dada Galerie-ben is. Álnevet használt és maszkban táncolt, hogy ne veszélyeztesse állását. 1918-ban a dadaista kiáltványt Hans Arppal együtt ő is aláírta. Több nyáron át fellépett a Lábán-csoporttal az Ascona feletti Monte Viritàn.
A dadaizmus hatására 1918-ban készítette el az első dada-fejet, amit később egész sorozat követett. René Morax svájci dramaturg Carlo Gozzi velencei költő és színdarabíró König Hirsch (Il re cervo) című meséjének új feldolgozásához Sophie készített színpadi díszletet és marionetteket.
1922-ben házasságot kötött Hans Arppal, 1925-ben Párizsba költöztek. Az iparművészeti art déco kiállításon (Exposition Internationale des Arts Décoratifs et Industriels) Sophie a svájci szekció zsűritagja volt. Textilmunkáit nemzetközi kiállításokon díjazták.
A Horn testvérek, a strasbourgi Aubette palota jobb szárnyának bérlői megbízták Theo van Doesburgot, Sophie-t és Hans Arpot a termek, a modern tánclokál, étterem, díszterem és ciné-café berendezésének és belső dekorációjának tervezésével. A három művész az Európában akkoriban nagyon divatos holland képzőművészeti csoport, a De Stijl elméletét ültette át a gyakorlatba.
1929-ben, már francia állampolgárként végleg a Párizshoz közeli Clamart-ban telepedtek le a Sophie által tervezett házukban. Ekkor Sophie abbahagyta a tanítást Zürichben. Avantgárd művészek, írók és költők alkották baráti körüket (Max Ernst, Theo és Nelly Doesburg, Kurt Schwitters, Hans Richter, Joan Miró, Tristan Tzara, Marcel Duchamp, Francis és Gabrielle Picabia, James Joyce, André Breton, Georges Hugnet, Marcel Jean, Philippe Soupault, Paul Éluard, René Char, Robert Delaunay, Sonia Delaunay, Michel Seuphor, Alberto Magnelli, Camille Bryen). Sophie részt vett a Cercle et Carré képzőművészeinek kiállításán, 1931-ben az Abstraction-Création tagja lett. Textilmunkáit bemutatták az International Exhibition of Modern Tapestries kiállításon Toledóban, az Egyesült Államokban.
Łódźban ellátogatott a Muzeum Sztuki-ba, és kreatív együttműködés kezdődött a lengyel avantgárd a. r. csoport és az Abstraction-Création között. 1935-ben Ludwig Hilberseimer német építész berlini lakásában Sophie tervezte a bútorokat és a belső dekorációt.
Az Arp házaspár kapcsolata nem szakadt meg Svájccal. 1936-ban Sophie részt vett Luzernben a These, Antithese, Synthese, Zürichben a Zeitprobleme in der Schweizer Malerei und Plastik kiállításokon, és egy évvel később csatlakozott a Svájci Művészek Egyesületéhez.
1937-ben Hans és Sophie Arp, César Domela holland, Albert Eugene Gallatin és George L. K. Morris amerikai festők együtt megalapították az angol–francia nyelvű Plastique művészeti folyóiratot. Sophie a grafikai rovatot vezette.
1940-ben a német megszállás elől a Côte d’Azurre, Grasse-ba költöztek, s végül 1942-ben visszatértek Zürichbe. Sophie 1943-ban hunyt el Max Bill házában, szén-monoxid-mérgezésben. A modern művészet egyik leginnovatívabb és legsokoldalúbb képviselője volt, a művészetet egyéni módon tudta összekapcsolni a mindennapi élettel. Portréja díszíti az 50 frankos bankjegyet.

## Írásai
- Bemerkungen über den Unterricht im ornamentalen Entwerfen, in: Korrespondenzblatt des Schweiz. Vereins der Gewerbe- und Hauswirtschaftslehrerinnen, Zürich, 14. Jg., Nr. 11/12, S. 156–159.
- Zeichnen für textile Berufe. Anleitung zum Unterricht im Zeichnen für Textile Berufe, hrsg. von der Gewerbeschule der Stadt Zürich, Zürich, 1927 (Blanche Gauchat-val közösen)

## Galéria

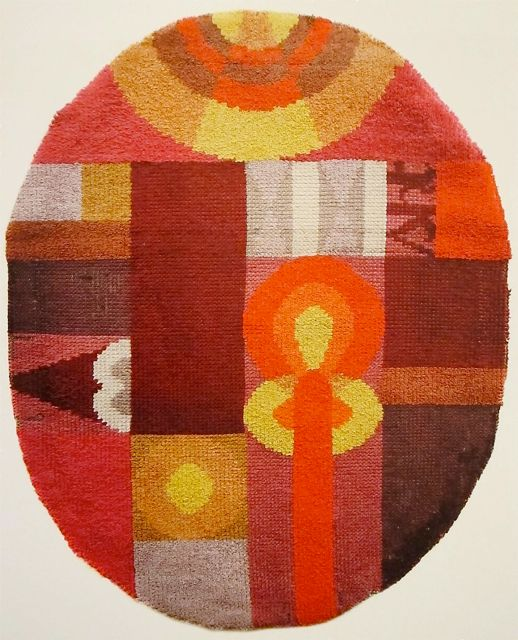
Ovális kompozíció absztrakt motívumokkal
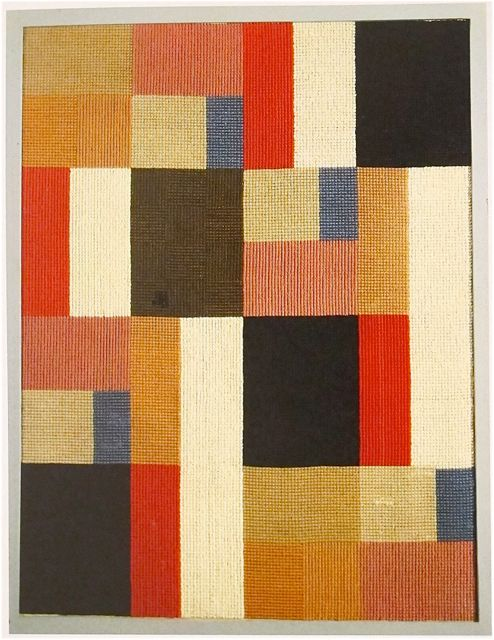
Vertikális–horizontális kompozíció
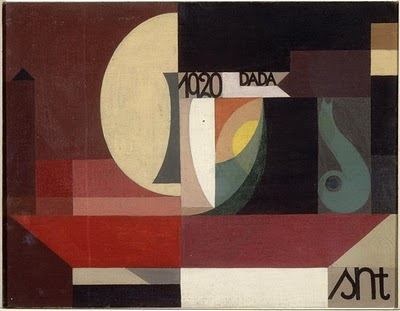
Kompozíció dadaista stílusban
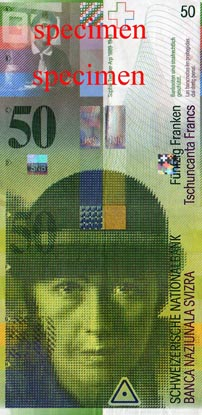
Portréja a régi 50 frankos bankjegyen